# Alberto Martin-Franklin

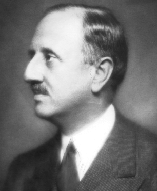
Alberto Martin-Franklin

Conte Alberto Martin-Franklin (* 24. April 1876 in Neapel; † 3. April 1943 in Rom) war ein Diplomat und Politiker im Königreich Italien, der Gesandter und Botschafter in mehreren Ländern sowie des Weiteren von 1933 bis zu seinem Tode 1943 Mitglied des Senats (Senato del Regno) war.

## Leben

### Studium, Eintritt in den diplomatischen Dienst und Gesandter
Alberto Martin-Franklin, ein Sohn von Konteradmiral Ernesto Martin-Franklin und Erminia Rocca, absolvierte ein Studium der Rechtswissenschaften an der Universität La Sapienza in Rom, welches er am 15. Juli 1898 mit einem Laurea in giurisprudenza beendete. Er trat am 14. Februar 1900 in den diplomatischen Dienst des Außenministeriums (Ministero degli affari esteri) und bekleidete vor allem in schwierigen Zeiten wichtige Positionen an der Gesandtschaft in der Französischen Republik, wo er 1903 Sekretär der Internationalen Gesundheitskonferenz war und hierfür 1903 mit dem Ritterkreuz der Ehrenlegion ausgezeichnet wurde. 1904 wechselte er als Legationssekretär an die Gesandtschaft im Vereinigten Königreich, wo er bis 1907 blieb.
Während dieser Zeit wurde er am 9. März 1905 Ritter des Ordens der Krone von Italien. Anschließend war er an den Gesandtschaften im Deutschen Kaiserreich sowie im Königreich Ungarn tätig. Während seiner Verwendungen in dieser Zeit wurde er am 5. Januar 1911 Offizier des Ordens der Krone von Italien sowie am 31. Dezember 1911 auch Ritter des Ordens der Heiligen Mauritius und Lazarus und wurde zudem 1911 auch Kommandeur des serbischen St.-Sava-Ordens. Er wurde am 1. April 1913 Offizier des Ordens der Heiligen Mauritius und Lazarus sowie zudem am 8. November 1913 Kommandeur des Ordens der Krone von Italien.
Martin-Franklin wurde am 1. Februar 1917 als Inviato straordinario di II classe zum Gesandten Zweiter Klasse ernannt und löste am 11. April 1917 Silvio Cambiagio als außerordentlicher Gesandter und bevollmächtigter Minister in Mexiko ab. Auf diesem Posten verblieb er bis zu seiner Ablösung durch Stefano Carrara am 31. August 1919. Am 1. August 1919 übernahm er wieder von Carlo Fasciotti das Amt als Gesandter im Königreich Rumänien und wurde dort am 1. März 1923 von Pompeo Aloisi abgelöst. Aufgrund seiner dortigen Verdienste erhielt er den Orden der Krone von Rumänien sowie den Orden Stern von Rumänien. Ferner wurde er am 5. März 1922 Großoffizier des Ordens der Krone von Italien und wurde am 16. März 1924 zum Gesandten Erster Klasse (Inviato straordinario di I classe) ernannt. 

### Botschaft und Senator
Am 19. Juni 1924 wurde Alberto Martin-Franklin zudem Kommandeur des Ordens der Heiligen Mauritius und Lazarus und am 29. Juni 1924 in den Rang eines Botschafters (Ambasciatore) berufen. Am 3. Juli 1924 löste er Fortunato Castoldi als Botschafter in Chile ab und hatte dieses Amt bis zu seiner Ablösung durch Carlos Garbasso am 3. Juni 1926 inne. In dieser Zeit wurde ihm am 4. August 1924 das Großkreuz des Ordens der Krone von Italien verliehen. Er selbst übernahm bereits am 16. Mai 1926 von Luigi Aldrovandi Marescotti den Posten als Botschafter in Argentinien und übte diese Funktion 1929 aus, woraufhin Bonifacio Pignatti Morano di Custoza am 14. November 1929 seine dortige Nachfolge antrat. Er wurde für seine Verdienste am 22. März 1928 auch zum Großoffizier des Ordens der Heiligen Mauritius und Lazarus.
1929 löste Martin-Franklin Giovanni Cesare Majoni als Botschafter in Polen ab und verblieb in dieser Verwendung bis zu seiner Ablösung durch Luigi Vannutelli Rey 1931. Zuletzt wurde er 1931 Nachfolger von Carlo Durazzo als Botschafter in Belgien und verblieb auf diesem diplomatischen Posten bis zu seinem Eintritt in den Ruhestand 1932, woraufhin auch dort Luigi Vannutelli Rey seine Nachfolge antrat. Ihm wurde in dieser Zeit das Großkreuz des belgischen Leopoldsorden sowie am 2. September 1932 zudem das Großkreuz des Ordens der Heiligen Mauritius und Lazarus verliehen.
Am 16. November 1933 wurde Alberto Martin-Franklin zum Mitglied des Senats (Senato del Regno) ernannt und gehörte diesem vom 13. Dezember 1933 bis zu seinem Tode am 3. April 1943 an. Während seiner Senatszugehörigkeit war er zwischen dem 17. April 1939 und dem 2. November 1941 Mitglied des Finanzausschusses (Commissione di finanze) und gehörte zudem vom 17. April 1939 bis zum 28. Januar 1940 der Kommission für Unternehmenswirtschaft und Selbstversorgung (Commissione dell’economia corporativa e dell’autarchia) als Mitglied an. Zuletzt war er zwischen dem 2. November 1941 und dem 3. April 1943 Vorsitzender des Ausschusses für auswärtige Angelegenheiten, Handels- und Zollrecht (Commissione degli affari esteri, degli scambi commerciali e della legislazione doganale). Er war mit Erminia Miniscalchi-Erizzo verheiratet.